# Mictyris
Mictyris (лат.) — род яркоокрашенных крабов из отряда десятиногих раков, выделяемый в отдельное монотипическое семейство Mictyridae. Обитают в Восточной и Юго-восточной Азии между Индийским и западной частью Тихого океанов до Австралии.

## Описание
Мелкие крабы (длина тела около 2 см). Карапакс крупный, субшаровидный, длиннее своей ширины. Антенны мелкие. Взрослые крабы собираются большими быстро передвигающимися группами в несколько тысяч особей на песчаных или илистых побережьях, фильтруют песок в поисках мелких организмов. При опасности закапываются в песок. Служат кормом для прибрежных видов птиц.
Род был впервые выделен в 1806 году французским зоологом Пьером Андре Латрейлем, а в 1851 году американский натуралист Джеймс Дуайт Дана выделил его в отдельное семейство Mictyridae.
Предсказуемое поведение этих крабов позволило им стать объектом в компьютерных экспериментах, известных как Бильярдный компьютер.

## Систематика
Род включает 7 видов (2013):
- Mictyris brevidactylus Stimpson, 1858
- Mictyris guinotae Davie et al., 2010[4]
- Mictyris livingstonei McNeill, 1926
- Mictyris longicarpus Latreille, 1806
- Mictyris occidentalis Unno, 2008[11][12]
- Mictyris platycheles H. Milne-Edwards, 1852
- Mictyris thailandensis Davie et al., 2013[10]